# 1868年大西洋飓风季
1868年大西洋飓风季是有纪录以来最沉寂的大西洋飓风季之一，一共只形成四个热带气旋。截至2016年，还只有三个大西洋飓风季的热带气旋数更少，另外七个持平。很长一段时间以来，气象学界都认为本季没有风暴形成，经现代重新分析才确认有四个气旋存在。所有热带天气活动都发生在9月上旬至10月中旬的一个半月里，不过考虑到当时缺乏包括气象卫星在内的现代观测手段，基本上只有那些在海上遇到船只或是吹袭有人类居住陆地的风暴才有文献记载，所以实际形成的热带气旋可能更多。气象学家克里斯托弗·朗诗（Christopher W. Landsea）估计，1851至1885年间实际形成的风暴数量可能比数据库中要多零到六场。
第二号热带风暴曾在佛罗里达州阿巴拉契科拉附近登陆，是全季唯一登陆的气旋。风暴令美国东南部普降暴雨，并产生强烈阵风，但没有造成严重破坏。一艘船在海上遇到第一号飓风并经受持续14小时的狂风吹袭，导致两人丧生。第三号飓风在西加勒比海活动，没有对陆地构成影响，只有两艘船遇到风暴产生的强风。最后一场飓风在西大西洋持续三天，致使一艘船受损并且不得不中止航程。

## 风暴

### 第一号飓风
9月3日，本季第一个热带气旋在巴哈马和百慕大之间的中途海域附近出现。附近一艘船只的观测纪录估计风速为每小时130公里，表明气旋强度达到飓风标准。风暴起初向北移动，于9月4日在百慕大以西约355公里洋面经过。接下来飓风转向东北，“约翰·理查森号”（John Richardson）于9月5日遇到烈风强度风力，致使船上装载的货物落水。根据呼号为“格林诺克”（Greenock）的船只记载，气象学家估计风暴于9月6日在新斯科舍哈利法克斯东南方向约640公里海域达到持续风速每小时165公里的最高强度，在现代萨菲尔-辛普森飓风等级下属二级飓风标准。该船受到持续14小时的狂风袭击，导致船长和另一名船员丧生。气旋转向东北，最终从纽芬兰岛南面经过后于9月7日失去踪影。

### 第二号热带风暴
10月1日，墨西哥湾西部有一艘船沉没，情况表明本季第二个热带气旋已经形成。风暴缓慢向东北方向的路易斯安那州东南海岸前进，逐渐增强并达到风力时速115公里的最高强度。10月4日，气旋从路易斯安那州东南部上空或附近经过，在新奥尔良产生狂风暴雨。该市部分地区发生洪灾，庞恰特雷恩湖上的西里格莱茨灯塔受到价值约5000美元（1868年美元）的破坏。风暴加速向东北移动，于10月4日晚袭击佛罗里达州阿巴拉契科拉。
途经佛罗里达西北狭长地带和乔治亚州东南部期间，气旋风速降至每小时72公里，但还是在萨凡纳产生暴雨和强风，该市没有遭受重大破坏。风暴继续向东北移动，进入西大西洋后在南、北卡罗莱纳州近海沿海岸线平行移动。多艘船只遇到大风和恶劣海况。10月6日，气旋再度增强并达到最高强度，然后在鳕鱼角东南方向约320公里洋面转变成温带气旋，不过，还有气象学家认为风暴实际上在离开乔治亚州进入西大西洋时就开始发展出温带天气系统特征。根据加拿大大西洋省份以南海域船只的观测报告，气旋成为温带风暴后风速增至每小时130公里。10月7日晚，风暴出现在纽芬兰岛南部，之后便不知所踪。纵观全年，第二号热带风暴是本季唯一没有达到飓风强度的热带气旋。

### 第三号飓风
第二号热带风暴沿美国东南部海岸线平行移动的同时，位于洪都拉斯和牙买加间中途位置的西加勒比海出现另一场飓风。据船只观测纪录推断，风暴的最强风速约为每小时165公里。气旋缓慢向西北偏西移动，另一艘船于10月7日遇到狂风。除此以外没有与这场飓风有关的观测纪录，所以其完整路径已不可考。

### 第四号飓风
10月15日，本季最后一场飓风在巴哈马中部东北方向洋面出现。正从纽约出发前往巴拿马的“吉姆·克劳号”（Jim Cow）受到风暴重创，无法再继续前往目的地。气旋总体向东北移动，多份船只报告表明其最高风速约为每小时165公里。10月17日，风暴被新英格兰近海急剧强化的温带气旋吸收，自始至终没有影响陆地。